# Чепіжний Олександр Кузьмич
Олександр Кузьмич Чепіжний  (6 липня 1919, Катеринослав — 10 лютого 1993, Авдіївка, Донецька область, Україна)— радянський письменник.

## Біографія
Чепіжний Олександр Кузьмич народився 6 липня 1919 року. У роки війни Чепіжний Олександр Кузьмич, командував відділенням зенітних кулеметів на канонерських човнах Північного флоту і Каспійської військової флотилії, в бригаді морської піхоти на Північно—Кавказькому фронті. Чепіжний Олександр Кузьмич нагороджений орденами Вітчизняної війни 1 і 2 ступенів, «Знак Пошани», медалями. Після війни Чепіжний Олександр Кузьмич закінчив Ленінградське військово—морське політичне училище, працював редактором газети з'єднання кораблів Балтійського флоту, після військової служби. З 1951 р. Чепіжний Олександр Кузьмич відповідальний секретар газети «Комсомолець Донбасу» і з 1972 по 1977 р. — головний редактор видавництва «Донбас». Чепіжний Олександр Кузьмич — автор роману — епопеї «Гага», ряду повістей. Помер Чепіжний Олександр Кузьмич 10 лютого 1993 г, похований в Авдіївці.

## Творчість
Автор повістей «Хлоп'ята з „Пролетарки“» (1954), «Горіти не згораючи» (1959); книжок оповідань «Гармошка» (1960), «Мій друг Тимко» (1962); епопеї «Гагаї», що складається з п'яти частин: «Крутий Яр» (1965), «На бурунних закрутах» (1968), «Лихоліття» (1969), «Лють» (1973), «Добрий вогонь» (1976); роману «Глибокі горизонти» (1980), у яких вихваляв комуністичний режим.